# 라스티슬라프

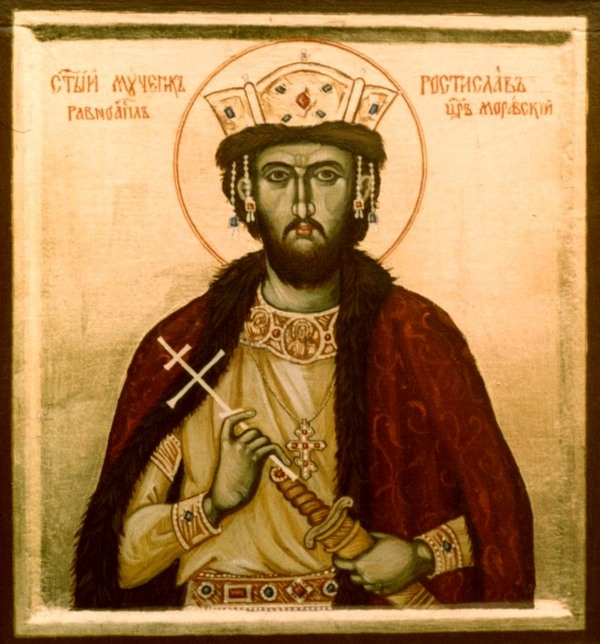
라스티슬라프

라스티슬라프(체코어: Rastislav, 생년 미상 ~ 870년)는 대모라바 왕국의 제2대 국왕(재위: 846년 ~ 870년)이다.
846년에 사망한 대모라바 왕국의 초대 국왕인 모이미르 1세의 뒤를 이어 왕위에 올랐다. 모이미르 1세가 로마 가톨릭교회를 수용했던 반면에 라스티슬라프는 동프랑크 왕국에 대항하기 위해 불가리아 제1제국, 비잔티움 제국과 접근했다.
모라바가 로마 가톨릭교회로 인해 동프랑크 왕국에 종속되는 것을 우려했던 라스티슬라프는 비잔티움 제국에 선교사 파견을 요청했다. 모라바에 파견된 키릴로스와 메토디우스 형제는 모라바에 동방 정교회를 전파했다.
870년 동프랑크 왕국과 우호 관계에 있던 자신의 조카인 스바토플루크 1세에 의해 실각되고 만다. 1994년 체코 슬로바키아 정교회에 의해 성인으로 시성되었다.

## 같이 보기
- 대모라바 왕국
- 루도비쿠스 2세 게르마니쿠스